# 高橋忠良
高橋 忠良（たかはし ただよし、1967年4月 - )は、日本のアスレティックトレーナー。ジャパンラグビーリーグワン・レッドハリケーンズ大阪のアスレティックトレーナーを務めている。

## 略歴
1995年より尽誠学園高等学校にて英語教師と野球部のコーチに就く。
2000年にアメリカ留学し、カリフォルニア州立大学フレズノ校にてスポーツ医学を学ぶ。
2003年帰国し、早稲田実業学校や早稲田大学でスクールトレーナーとして選手をサポートするかたわら、月刊トレーニングジャーナルに寄稿するなど執筆活動も行う。
2014年、東京立川にスポーツ障害などに対応するクリニックを開業（2019年休店）。講演会活動なども行う。
2021-22シーズンよりプロバスケットボールチームの長崎ヴェルカにアスレティックトレーナーとして所属していたが、2022-23のシーズン途中の2022年12月31日付で家庭事情により退団した。
2023-24シーズンより、ジャパンラグビーリーグワン・レッドハリケーンズ大阪のアスレティックトレーナーとして加入している。

## 人物
- 野球部コーチ時代、ある生徒の死をきっかけに、その後スポーツ医学を学ぶことになった[2]。

## 著書
- 朝日新聞出版編著『体幹×呼吸トレーニング 呼吸から体のコアを変える!』 128巻、高橋忠良(監修)、村上貴弘(監修)、朝日新聞出版、東京、2016年9月20日。ISBN 9784023331075。全国書誌番号:22787679。